# Casa Mitger
La Casa Mitger és un monument del municipi del Pla de Santa Maria protegit com a bé cultural d'interès local.

## Descripció
Edifici entre mitgeres de planta baixa, pis i golfes. La planta baixa, modificada, té al mig la porta d'accés, formada per carreus regulars, i una gran obertura rectangular a la dreta, que s'obre a un passatge interior. Al 1r pis hi ha quatre balcons poc sobressortints amb barana de ferro i portes rectangulars de grans dimensions. Les golfes, alineades amb els balcons, presenten petites obertures rectangulars. El ràfec és sobresortint i està format per teules. La façana presenta restes d'esgrafiats. L'obra és de maçoneria arrebossada.

## Història
La casa forma part d'un conjunt armònic d'edificis de característiques similars, emplaçats tots ells al llarg del carrer Major. Totes aquestes construccions es singularitzen de la resta de cases de la vila tant per la seva antiguitat (que ha estat impossible de precisar amb exactitud), com pel seu caràcter noble. En l'actualitat, la casa ha estat internament dividida com a residència independent dels dos germans Milà.